# Angelo Francesco Vigliotti
Angelo Francesco Vigliotti OCD (* 16. September 1650 in Mondovì; † 16. Oktober 1712 in Malabar) war ein piemontesischer Karmelit und Missionsbischof.

## Leben
Giovanni Battista Vigliotti, so sein Taufname, trat in Mondoví in die piemontesische Provinz der unbeschuhten Karmeliten ein und legte am 19. September 1666 als fr. Angelo Francesco di Santa Teresa die Ordensprofess ab. Seine Gymnasial- und Universitätsstudien absolvierte er in Turin, wurde zum Priester geweiht und trat in das Missionsseminar seines Ordens bei St. Pankraz in Rom ein. Am 30. März 1675 (Datum der Bulle) von Papst Clemens X. unter dem Missionsmandat der Kongregation Propaganda Fide nach Malabar entsandt, reiste er mit einem Schiff (und einem Pass) der niederländischen Ostindienkompanie VOC dorthin und landete 1676 an der indischen Küste an. 1682 eröffnete er in Verpoly ein Seminar für die sog. Thomaschristen.
Papst Innozenz XII. ernannte ihn am 20. Februar 1700 zum Bischof von Metellopolis in partibus infidelium und zum Apostolischen Vikar von Malabar (1709 umbenannt in Verapoly; heute Erzbistum Verapoly). Die Bischofsweihe erhielt er am 22. Mai 1702 in der Kirche von Alangatta (portug. Mangate) durch den (durchreisenden) chaldäischen Erzbischof Mar Simon Dominicus (Episcopus Adensis, † August 1720 in Pondicherry), da Erzbischof Ferdinando Palma-Pignatelli OCD von Ancyra plötzlich verstorben und die rivalisierenden portugiesischen Bischöfe von Goa und Cochin dazu nicht bereit waren.
In Malabar geriet der von den Niederländern begünstigte Vigliotti in Konflikt mit dem portugiesischen Erzbischof João Ribeiro SJ von Kranganor bzw. Angamaly-Kodungallur († 24. Januar 1716 in Ambalacata) und musste sich zeitweise aus dem malabarischen Hochland zurückziehen. Erst 1711 konnte er wieder an seinen Wirkungsort zurückkehren, starb aber schon am 16. Oktober 1712 im Ruf der Heiligkeit.
Der Seligsprechungsprozess wurde 1739 eingeleitet. Das Vikariat verwaltete nach seinem Tod (bis zum Eintreffen des Nachfolgers Giovanni Battista Multedi 1718) P. Innozenz von Kollonitz.